# آلاسکا (فیلم ۱۹۴۴)
آلاسکا (انگلیسی: Alaska) فیلمی آمریکایی در سبک جنایی و ماجراجویی است که در سال ۱۹۴۴ منتشر شد.